# 瀧崎武光
瀧崎武光（日语：滝崎 武光，1945年6月10日—），生於日本兵庫縣蘆屋市，基恩士的創辦人（1974年創辦）兼榮譽會長。截至2021年10月，滝崎武光的净资产为331亿美元。

## 生平
- 滝崎武光於1945年6月10日出生於兵庫縣蘆屋市。
- 兵庫縣立尼崎工業高中畢業。
- 1974年5月，當時年僅29歲的他在兵庫縣尼崎市成立了Reed Denki，並擔任該公司的總裁兼代表董事。
- 1981年6月，總公司遷至大阪府吹田市。
- 1984年11月，總公司遷至大阪府高槻市。
- 1986年10月，該商號更名為基恩士，這個名稱源自於《科學之鑰》。
- 1994年8月，總公司遷至大阪市東淀川區。
- 2000年12月，他被任命為基恩士公司董事長。
- 2015年3月，被任命為基恩士董事會名譽主席。